# Jan Josef Ignác Brentner
Jan Josef Ignác Brentner (též Johann Joseph Ignaz, sám upřednostňoval jméno Joseph/Josef) (3. listopadu 1689 Dobřany – 28. června 1742 Dobřany) byl hudební skladatel, který patřil v období vrcholného baroka k nejvydávanějším a nejpopulárnějším domácím komponistům.

## Život a dílo
Narodil se v Dobřanech u Plzně v rodině starosty. O jeho vzdělání není nic známo. Kolem roku 1720 žil v Praze na Malé Straně, jeho bydliště ani délka pražského pobytu však nejsou známy. V Praze snad vedl kapelu na kůru křižovnického kostela sv. Františka Serafínského, komponoval koncerty pro thunovskou kapelu a smuteční moteta určená pravděpodobně pro duchovní bratrstvo při malostranském jezuitském chrámu sv. Mikuláše. Zkomponoval rovněž litanie a antifony pro novénu ke sv. Terezii z Ávily, poprvé uspořádanou bosými karmelitkami ve Štýrském Hradci. V rychlém sledu v rozmezí necelých pěti let zde vydal nejméně čtyři sbírky svých skladeb a stal se tak patrně nejtištěnějším domácím skladatelem své doby. Komponoval zejména duchovní árie (mimo jiné op. 1 a op. 3) a rovněž instrumentální koncerty (op. 4). Brentnerovy skladby vynikají melodickou invencí a jsou v nich patrné vlivy soudobé italské hudby. Ve své době byla jeho díla známa nejen v českých zemích a po celé střední Evropě, ale i v jezuitských misiích v jižní Americe. Zemřel jako svobodný mládenec, za nevyjasněných okolností utonul v rodných Dobřanech.

## Brentnerovy tištěné sbírky
- Harmonica duodecatomeria ecclesiastica, op. 1 (Praha 1716)[4]
- Offertoria solenniora, op. 2 (Praha 1717)[5]
- Hymnodia divina, op. 3 (Praha 1718)[6]
- Horae pomeridianae seu Concertus cammerales sex, op. 4 (Praha 1720)[7]
- Laudes matutinae (= Offertoria solenniora, op. 2)[5]

## Diskografie
- Jan Josef Ignác Brentner: Concertos & Arias. Hana Blažíková – soprán, Collegium Marianum, Jana Semerádová, Praha 2009, Supraphon SU 3970-2 (Music from Eighteenth-Century Prague / Hudba Prahy 18. století).
- Jan Josef Ignác Brentner: Vesperae cum ordinariis psalmis, Hymnodia divina op. 3 [výběr]. Ensemble Inégal, Pražští barokní sólisté, Adam Viktora. Praha 2008, Nibiru 0148-2211.
- Jan Josef Ignác Brentner: Motetti pro defunctis, Offertoria solenniora op. 2, Harmonica duodecatometria ecclesiastica op. 1 [výběr], Ensemble Inégal, Adam Viktora, Praha 2003, Nibiru 0144-2211.
- Music from the missions and La Plata (Bolivian baroque Vol. 2), Florilegium and Arkaendar Bolivia Choir, Channel classics, 2006. Obsahuje Brentnerovo Gloria et honore z op. 2.
- San Ignacio. L’opéra perdu des missions jésuites de l’Amazonie, anciennes réductions de Chiquitos et Moxos, Bolivie (Musique Baroque à la Royale Audience de Chacras 2), Gabriel Garrido, L’Ensemble Elyma, K617, 1996. Obsahuje Brentnerovo Cantemus Domino z op. 2.